# 玫瑰圣母主教座堂 (加尔各答)

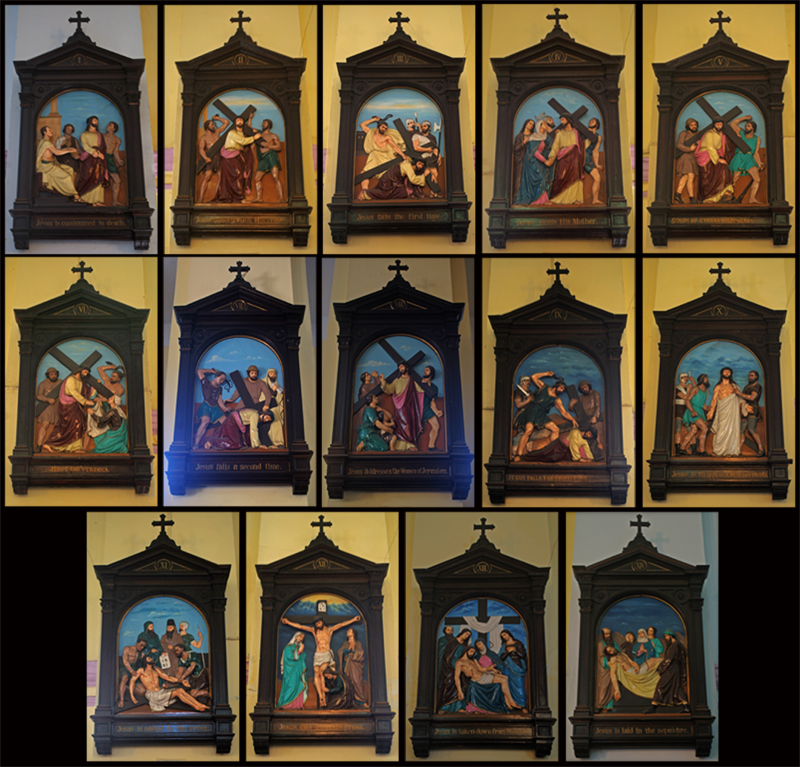

玫瑰圣母主教座堂（Cathedral of the Most Holy Rosary）俗称葡萄牙教堂，是天主教加尔各答总教区的主教座堂，位于印度加尔各答，建于1799年。
该堂有两座圆顶的钟楼，内部有美丽的雕塑，包括苦路十四站。第一任总主教的遗体葬在祭台下方。

## 历史
加尔各答城创建于1690年。葡萄牙人建造了一座小堂，由奥斯定会神父管理。目前的教堂建于1797-1799年。1834年成立孟加拉代牧区，该堂成为第一个堂区。1921年该堂由耶稣会交给慈幼会，1972年又交给教区神父。 